# Ricky Gervais
Ricky Dene Gervais (ur. 25 czerwca 1961 w Reading) – brytyjski reżyser, scenarzysta i aktor komediowy, twórca seriali The Office i Statyści.
Laureat Złotego Globu w 2002, Nagrody BAFTA za najlepszy występ komediowy w 2001, 2002, 2003 i 2006, Nagroda Brytyjskiej Gildii Scenarzystów dla najlepszego scenarzysty komediowego w 2004, British Comedy Awards w 2008, Nagrody Satelity w 2008.
W latach 80. występował w zespole Seona Dancing.
W 2016 wydał płytę Life on the Road, która jest soundtrackiem do filmu o tym samym tytule. Znalazły się na niej takie piosenki jak: „Life on the Road”, „Slough”, „Lady Gypsy” czy „Freelove Freeway”.

## Filmografia

### Filmy[6]
- 2001 – Psia krew (Dog Eat Dog) jako Bouncer
- 2006 – Radosne Purim (For Your Consideration) jako Martin Gibb
- 2006 – Noc w muzeum (Night at the Museum) jako pan McPhee
- 2007 – Gwiezdny pył (Stardust) jako Ferdy
- 2008 – Ghost Town jako Bertram Pincus
- 2009 – Było sobie kłamstwo (The Invention of Lying) jako Mark Bellison
- 2009 – Noc w Muzeum 2 (Night at the Museum: Battle of the Smithsonian) jako pan McPhee
- 2010 – Cemetery Jumction jako pan Taylor
- 2014 – Muppety: Poza prawem (Muppets Most Wanted) jako Dominic Badguy
- 2014 – Noc w Muzeum: Tajemnica grobowca (Night at the Museum: Secret of the Tomb) jako pan McPhee
- 2016 – Special Correspondents jako Albert Finch
- 2016 – David Brent: Życie w trasie (David Brent: Life on the Road) jako David Brent

### Seriale
- 2001–2003 – Biuro (brytyjski serial) jako David Brent
- 2005–2013 – Biuro (amerykański serial) jako David Brent (2 epizody; oraz jako współtwórca serialu)
- 2005–2007 – Statyści
- 2010 – Idiota za granicą – serial dokumentalno-podróżniczy
- 2010 – Ricky Gervais Show
- 2011 – Life's Too Short
- 2012 – Derek
- 2019 – After Life

### Dubbing
- 2002 – Legend of the Lost Tribe jako Pingwin
- 2005 – Szeregowiec Dolot jako Valiant
- 2008 – Grand Theft Auto IV jako on sam
- 2010 – The Simpsons: Celebrity Friends jako narrator
- 2011 – Flanimals
- 2011 – Mali Agenci. Wyścig z czasem 4D jako Argonauta
- 2013 – Rodzinka nie z tej Ziemi jako pan James Bing
- 2015 – Mały Książę jako zarozumiały mężczyzna
- 2019 - Scooby Doo i... zgadnij kto? – jako on sam (odcinek: Pobite gary!)[7]

### Stand-up
- 2003 - Animals
- 2004 - Politics
- 2007 - Fame
- 2009 - Science
- 2017 - Humanity (dla Netflix)
- 2022 - SuperNature (Netflix)